# Борогидриды

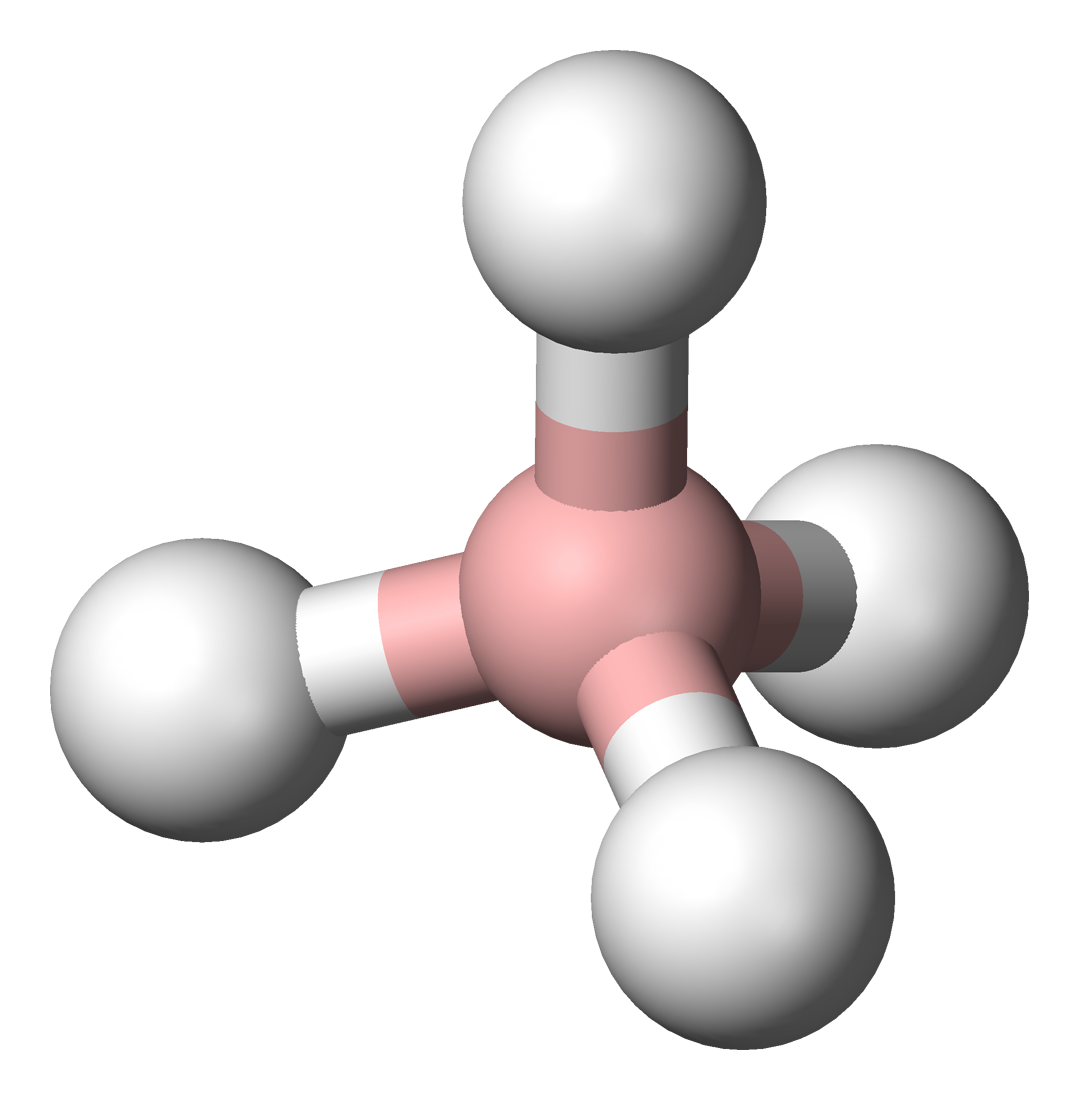
Модель строения борогидрида [BH₄

Борогидриды (боранаты, тетрагидридобораты, тетрагидробораты) — неорганические комплексные соединения, содержащие группу борогидридную [BH4]-, бесцветные кристаллические вещества, растворимые в воде, жидком аммиаке, аминах.

## Свойства
Борогидридная группа [BH4]- имеет тетраэдрическую пространственную конфигурацию, а связи B-H имеют одинаковую длину 0,12-0,13 нм. Связь между борогидридной группой и ионом металла может быть ионной (для щелочных и щелочноземельных металлов) или ковалентной (для бериллия, алюминия и переходных металлов).

### Ионные борогидриды
Борогидриды с ионной связью представляют собой бесцветные гигроскопичные кристаллические вещества, растворимые в воде, жидком аммиаке и ряде полярных растворителей, особенно в эфирах этиленгликолей. С молекулами растворителей образуют очень прочные сольваты, включающие до 4 молекул растворителя на 1 молекулу борогидрида.
Водные растворы ионных борогидридов гидролизуются с выделением водорода. Быстрее всего гидролизуются борогидриды щелочных металлов:
{\displaystyle {\mathsf {Na[BH_{4}]+4H_{2}O\rightarrow NaOH+H_{3}BO_{3}+4H_{2}\uparrow }}}
Гидролиз несколько замедляется в щелочной среде. Борогидриды разлагаются спиртами:
{\displaystyle {\mathsf {Na[BH_{4}]+4CH_{3}OH\rightarrow Na[B(OCH_{3})_{4}]+4H_{2}\uparrow }}}
Ионные борогидриды проявляют сильные восстановительные свойства, медленно окисляются на воздухе.

### Ковалентные борогидриды
Борогидриды с ковалентной связью являются кристаллическими или жидкими веществами, растворимыми в жидком аммиаке и полярных органических растворителях. Молекулы ковалентных борогидридов содержат трёхцентровые двухэлектронные мостиковые связи Me-H-B. В отличие от ионных борогидридов, ковалентные борогидриды существенно менее стабильны, существуют при низких температурах или в виде сольватов. Они энергично разлагаются водой и кислотами, активно окисляются воздухом вплоть до самовоспламенения.
Существуют двойные соли борогидридов щелочных и переходных металлов, например, Na[Zn(BH4)3], K2[Ti(BH4)6].

## Получение
К способам синтеза борогидридов относятся:
- Реакция диборана с соединениями щелочных металлов (гидридами, амидами, гидроксидами, алкоголятами и др.):

{\displaystyle {\mathsf {B_{2}H_{6}+2NaH\rightarrow 2Na[BH_{4}]}}}
{\displaystyle {\mathsf {2B_{2}H_{6}+Al(CH_{3})_{3}\rightarrow Al(BH_{4})_{3}+B(CH_{3})_{3}}}}
- Реакция гидридов металлов с галогенидами бора, эфирами борной кислоты, боратами и др.:

{\displaystyle {\mathsf {4LiH+BCl_{3}\rightarrow Li[BH_{4}]+3LiCl}}}
{\displaystyle {\mathsf {4NaH+B(OCH_{3})_{3}\rightarrow Na[BH_{4}]+3CH_{3}ONa}}}
- Обменная реакция борогидридов щелочных металлов с галогенидами переходных металлов:

{\displaystyle {\mathsf {4Na[BH_{4}]+TiCl_{4}\rightarrow Ti[BH_{4}]_{4}+4NaCl}}}
Количественный анализ борогидридов проводят следующими способами:
- Определение объёма водорода, выделяющегося при разложении борогидридов соляной кислотой:

{\displaystyle {\mathsf {Na[BH_{4}]+4HCl\rightarrow Na[BCl_{4}]+2H_{2}\uparrow }}}
- Титрование с использованием окислителей
- Аргентометрически
- Восстановление солей переходных металлов

## Применение
Борогидриды применяют:
- в препаративном органическом синтезе в качестве восстановителей карбонильной, нитро- и C=N групп
- для получения высокодисперсных металлических катализаторов
- для синтеза гидридов, например, гидридов германия, олова, мышьяка, сурьмы
- для синтеза соединений бора
- в аналитической химии как восстановители